# Alex Greive
Alexander Greive, detto Alex (Auckland, 13 maggio 1999), è un calciatore neozelandese, attaccante del San Antonio FC e della nazionale neozelandese.

## Statistiche

### Presenze e reti nei club
Statistiche aggiornate al 3 maggio 2024.
| Stagione          | Squadra           | Campionato        | Campionato | Campionato | Coppe nazionali | Coppe nazionali | Coppe nazionali | Coppe continentali | Coppe continentali | Coppe continentali | Altre coppe | Altre coppe | Altre coppe | Totale | Totale |
| Stagione          | Squadra           | Comp              | Pres       | Reti       | Comp            | Pres            | Reti            | Comp               | Pres               | Reti               | Comp        | Pres        | Reti        | Pres   | Reti   |
| ----------------- | ----------------- | ----------------- | ---------- | ---------- | --------------- | --------------- | --------------- | ------------------ | ------------------ | ------------------ | ----------- | ----------- | ----------- | ------ | ------ |
| 2020-2021         | Waitakere Utd     | NZFC              | 14         | 6          | -               | -               | -               | -                  | -                  | -                  | -           | -           | -           | 14     | 6      |
| mar.-ago. 2021    | Birkenhead Utd    | NL                | 19         | 9          | -               | -               | -               | -                  | -                  | -                  | -           | -           | -           | 19     | 9      |
| 2021-2022         | St. Mirren        | SP                | 17         | 2          | CS+CdL          | 3+0             | 1+0             | -                  | -                  | -                  | -           | -           | -           | 20     | 3      |
| 2022-2023         | St. Mirren        | SP                | 28         | 4          | CS+CdL          | 2+4             | 0               | -                  | -                  | -                  | -           | -           | -           | 34     | 4      |
| 2023-gen. 2024    | St. Mirren        | SP                | 18         | 2          | CS+CdL          | 0+4             | 0               | -                  | -                  | -                  | -           | -           | -           | 22     | 2      |
| Totale St. Mirren | Totale St. Mirren | Totale St. Mirren | 63         | 8          |                 | 13              | 1               |                    | -                  | -                  |             | -           | -           | 76     | 9      |
| gen.-giu. 2024    | Dundee Utd        | SC                | 13         | 1          | -               | -               | -               | -                  | -                  | -                  | -           | -           | -           | 13     | 1      |
| Totale carriera   | Totale carriera   | Totale carriera   | 109        | 24         |                 | 13              | 1               |                    | -                  | -                  |             | -           | -           | 122    | 25     |

### Cronologia presenze e reti in nazionale
| Cronologia completa delle presenze e delle reti in nazionale ― Nuova Zelanda | Cronologia completa delle presenze e delle reti in nazionale ― Nuova Zelanda | Cronologia completa delle presenze e delle reti in nazionale ― Nuova Zelanda | Cronologia completa delle presenze e delle reti in nazionale ― Nuova Zelanda | Cronologia completa delle presenze e delle reti in nazionale ― Nuova Zelanda | Cronologia completa delle presenze e delle reti in nazionale ― Nuova Zelanda | Cronologia completa delle presenze e delle reti in nazionale ― Nuova Zelanda | Cronologia completa delle presenze e delle reti in nazionale ― Nuova Zelanda |
| Data                                                                         | Città                                                                        | In casa                                                                      | Risultato                                                                    | Ospiti                                                                       | Competizione                                                                 | Reti                                                                         | Note                                                                         |
| ---------------------------------------------------------------------------- | ---------------------------------------------------------------------------- | ---------------------------------------------------------------------------- | ---------------------------------------------------------------------------- | ---------------------------------------------------------------------------- | ---------------------------------------------------------------------------- | ---------------------------------------------------------------------------- | ---------------------------------------------------------------------------- |
| 28-1-2022                                                                    | Amman                                                                        | Giordania                                                                    | 3 – 1                                                                        | Nuova Zelanda                                                                | Amichevole                                                                   | -                                                                            | 81’                                                                          |
| 24-3-2022                                                                    | Doha                                                                         | Nuova Zelanda                                                                | 7 – 1                                                                        | Nuova Caledonia                                                              | Qual. Mondiali 2022                                                          | 2                                                                            | 71’                                                                          |
| 27-3-2022                                                                    | Doha                                                                         | Nuova Zelanda                                                                | 1 – 0                                                                        | Tahiti                                                                       | Qual. Mondiali 2022                                                          | -                                                                            | 63’ 90+4’                                                                    |
| 30-3-2022                                                                    | Doha                                                                         | Isole Salomone                                                               | 0 – 5                                                                        | Nuova Zelanda                                                                | Qual. Mondiali 2022                                                          | -                                                                            | 54’                                                                          |
| 5-6-2022                                                                     | Cornellà de Llobregat                                                        | Perù                                                                         | 1 – 0                                                                        | Nuova Zelanda                                                                | Amichevole                                                                   | -                                                                            | 70’                                                                          |
| 14-6-2022                                                                    | Ar Rayyan                                                                    | Costa Rica                                                                   | 1 – 0                                                                        | Nuova Zelanda                                                                | Qual. Mondiali 2022                                                          | -                                                                            | 60’                                                                          |
| 25-9-2022                                                                    | Auckland                                                                     | Nuova Zelanda                                                                | 0 – 2                                                                        | Australia                                                                    | Amichevole                                                                   | -                                                                            | 46’                                                                          |
| 23-3-2023                                                                    | Auckland                                                                     | Nuova Zelanda                                                                | 0 – 0                                                                        | Cina                                                                         | Amichevole                                                                   | -                                                                            | 72’                                                                          |
| 26-3-2023                                                                    | Wellington                                                                   | Nuova Zelanda                                                                | 2 – 1                                                                        | Cina                                                                         | Amichevole                                                                   | -                                                                            |                                                                              |
| 16-6-2023                                                                    | Solna                                                                        | Svezia                                                                       | 4 – 1                                                                        | Nuova Zelanda                                                                | Amichevole                                                                   | -                                                                            | 79’                                                                          |
| 17-10-2023                                                                   | Londra                                                                       | Australia                                                                    | 2 – 0                                                                        | Nuova Zelanda                                                                | Amichevole                                                                   | -                                                                            | 67’                                                                          |
| 21-6-2024                                                                    | Port Vila                                                                    | Vanuatu                                                                      | 0 – 4                                                                        | Nuova Zelanda                                                                | Coppa d'Oceania 2024 - 1º turno                                              | -                                                                            | 58’                                                                          |
| 27-6-2024                                                                    | Port Vila                                                                    | Nuova Zelanda                                                                | 5 – 0                                                                        | Tahiti                                                                       | Coppa d'Oceania 2024 - Semifinale                                            | -                                                                            | 67’                                                                          |
| 30-6-2024                                                                    | Port Vila                                                                    | Nuova Zelanda                                                                | 3 – 0                                                                        | Vanuatu                                                                      | Coppa d'Oceania 2024 - Finale                                                | -                                                                            | 82’                                                                          |
| Totale                                                                       |                                                                              | Presenze                                                                     | 14                                                                           |                                                                              | Reti                                                                         | 2                                                                            |                                                                              |

## Palmarès

### Club

#### Competizioni nazionali
- Scottish Championship: 1

Dundee United: 2023-2024

### Nazionale
- Coppa d'Oceania: 1

Figi/Vanuatu 2024